# 1923 a jogalkotásban
1923-ban az alábbi jogszabályokat alkották meg:

## Magyarország

### Törvények (Forrás:Corpus Juris Hungarici)
- 1923. évi I. törvénycikk A Magyar Tudományos Akadémia állami támogatásáról
- 1923. évi II. törvénycikk A vármegyei alkalmazottak létszámviszonyainak szabályozásáról
- 1923. évi III. törvénycikk A községi és körjegyzők, valamint a segédjegyzők illetményeinek szabályozásáról szóló 1913:LX. törvénycikk módosításáról
- 1923. évi IV. törvénycikk A városok fejlesztéséről szóló 1912:LVIII. tc. egyes rendelkezéseinek módosításáról
- 1923. évi V. törvénycikk  A tisztességtelen versenyről
- 1923. évi VI. törvénycikk A szeszadóra vonatkozó némely törvényes rendelkezés módosításáról, illetve kiegészítéséről
- 1923. évi VII. törvénycikk A közadók kezeléséről
- 1923. évi VIII. törvénycikk A biztosító magánvállalatok állami felügyeletéről és egyes közhiteli kérdések rendelkezéséről
- 1923. évi IX. törvénycikk Az 1922/23. költségvetési év első hat hónapjában viselendő közterhekről és fedezendő állami kiadásokról szóló 1922:XVII. törvénycikk hatályának 1923. évi június hó végéig való meghosszabbítása tárgyában
- 1923. évi X. törvénycikk Az állatforgalmi szavatosságról
- 1923. évi XI. törvénycikk A földmunkások vállalkozó szövetkezeteinek állami támogatásáról
- 1923. évi XII. törvénycikk Magyarországnak a Nemzetek Szövetségébe való felvételéről
- 1923. évi XIII. törvénycikk Egyes külállamokkal való kereskedelmi és forgalmi viszonyaink ideiglenes rendezéséről
- 1923. évi XIV. törvénycikk A Dunára vonatkozó végleges szabályzat megállapítása tárgyában 1921. évi július hó 23-án Párisban kelt egyezmény becikkelyezéséről
- 1923. évi XV. törvénycikk A sütőipari munkának szabályozásáról
- 1923. évi XVI. törvénycikk Az éjjeli ipari munka korlátozásáról
- 1923. évi XVII. törvénycikk A mérnöki rendtartásról
- 1923. évi XVIII. törvénycikk Az erdészeti igazgatásról
- 1923. évi XIX. törvénycikk Az alföldi erdő telepítéséről és a fásításokról
- 1923. évi XX. törvénycikk Az Országos Erdei Alapról
- 1923. évi XXI. törvénycikk Az erdőbirtokhitelről
- 1923. évi XXII. törvénycikk A Hágában 1912. évi január hó 23-án kötött "Nemzetközi ópiumegyezmény" becikkelyezéséről
- 1923. évi XXIII. törvénycikk A gazdasági munkásházak építésének állami támogatásáról szóló 1907:XLVI. törvénycikk kiegészítéséről
- 1923. évi XXIV. törvénycikk A gazdasági munkaviszonyból felmerülő ügyekben a közigazgatási hatóság hatáskörébe tartozó eljárás szabályozásáról
- 1923. évi XXV. törvénycikk A mezőgazdasági munkások munkaereje jogosulatlan kihasználásának meggátlásáről
- 1923. évi XXVI. törvénycikk A nagy taglétszámú szövetkezetek közgyűléséről és a szövetkezeti üzletrészek névértékének felemeléséről
- 1923. évi XXVII. törvénycikk A magyar Szent Korona országai egyesített címerének és az ország külön címerének magánosok és magánjellegű testületek, vállalatok és intézetek által való használhatásáról szóló 1883:XVIII. törvénycikkel megállapított engedély-díj újabb felemeléséről
- 1923. évi XXVIII. törvénycikk A trianoni békeszerződés egyes gazdasági rendelkezéseivel kapcsolatos belső elszámolásról
- 1923. évi XXIX. törvénycikk Az Országos Közlekedési Bizottságról
- 1923. évi XXX. törvénycikk A közutakról és vámokról szóló 1890. évi I. törvénycikk egyes rendelkezéseinek ideiglenes módosításáról
- 1923. évi XXXI. törvénycikk Az Osztrák Köztársasággal Budapesten 1923. évi április hó 10-én kötött választott bírósági megállapodás becikkelyezéséről
- 1923. évi XXXII. törvénycikk Az 1923/24. költségvetési év első hat hónapjában viselendő közterhekről és fedezendő állami kiadásokról
- 1923. évi XXXIII. törvénycikk Egyes pénzügyi természetű rendelkezésekről
- 1923. évi XXXIV. törvénycikk A lakásépítő külön tevékenység útján létesítendő építkezések alkalmával adandó adóügyi kedvezményekről
- 1923. évi XXXV. törvénycikk A közszolgálatban álló tisztviselők és egyéb alkalmazottak létszámának csökkentéséről és egyes kapcsolatos intézkedésekről
- 1923. évi XXXVI. törvénycikk A Délivaspálya-Társaság hálózatának igazgatási és műszaki újjászervezése tárgyában Rómában, 1923. évi március hó 29-én létrejött "Megegyezés" becikkelyezéséről
- 1923. évi XXXVII. törvénycikk A személyszállító automobiloknak az inségenyhítő akció céljára való megadóztatásáról
- 1923. évi XXXVIII. törvénycikk A helyettesíthető ingóságokra vonatkozó jelzálogjog bejegyzéséről
- 1923. évi XXXIX. törvénycikk Pénztartozás késedelmes teljesítés esetében a hitelezőt megillető kártérítésről
- 1923. évi XL. törvénycikk A Tisza-Dunavölgyi Társulat alakításáról
- 1923. évi XLI. törvénycikk A mezőgazdasági mívelésre alkalmas területek lecsapolásáról
- 1923. évi XLII. törvénycikk A búzaértékre szóló záloglevelekről
- 1923. évi XLIII. törvénycikk A szőlőtelepítésnek, továbbá a szőlővesszők és szőlőoltványok termesztésének és forgalmának szabályozásáról